# Koschéi

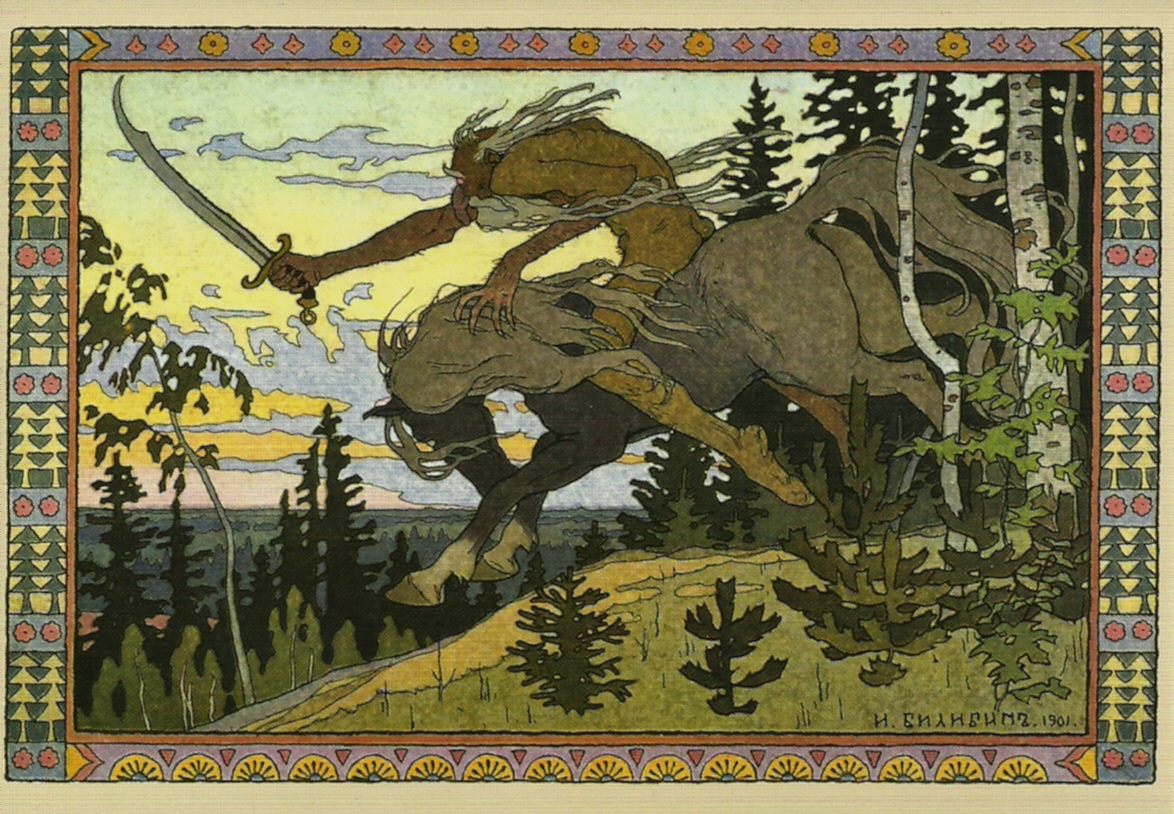
Koschéi el Inmortal de Iván Bilibin, 1901.

Personaje folclórico de la mitología eslava, concretamente del folclore ruso. Koschéi (en ruso: Коще́й (también referido en la escritura latina como Koshchey, Kashchei, Kashchey o Kościej (del polaco) o Chájlik (del ucraniano) es un ser malvado de apariencia horrible y senil que constituye generalmente una amenaza para las mujeres jóvenes.

## Nombre
Koschéi también es conocido como "Koschéi el inmortal" o "Koschéi el sin muerte" (en ruso: Коще́й Бессме́ртный), así como "El Zar Koschéi"; todo esto aparte del Chájlik ucraniano y el Kościej polaco.
Como suele ocurrir con las transliteraciones del ruso, existen varias formas en las que se lo puede encontrar en la escritura latina, como Koshchéi, Kashchej y Kaschéi.
La etimología del nombre sugiere una apariencia esquéletica del personaje (siendo "Kost" o "кость" "Hueso" en ruso, y "kość" en polaco).
En ucraniano, Koschéi es llamado "Chájlik", del eslavo "Chájlyi", "Deshidratado" o "Secado".

## Cómo vencerlo
Koschéi no puede ser asesinado por medios ordinarios, es decir, por medio de agresiones o lesiones a su cuerpo. Según la tradición su alma está separada de su cuerpo y se encuentra escondida en una aguja, la cual está dentro de un huevo en el interior de un pato que a su vez se halla dentro de una liebre resguardada dentro de un arcón de hierro enterrado debajo de un roble, en la mítica isla de Buyan. A veces, dependiendo de la versión, se trata de un arcón de cristal u oro en lugar de hierro.
Mientras su alma se encuentra fuera de peligro Koschéi es inmortal. Si el arcón es abierto la liebre escapará, y en caso de que ésta sea muerta el pato emergerá de ella y volará para alejarse y ponerse a salvo.
Según el folclor, cualquiera que posea el huevo dentro del cual se encuentra la aguja donde reside el alma de Koschéi tiene a éste bajo su control y puede lograr que se debilite, enferme y pierda el uso de su magia.
Si el huevo es roto (en algunas versiones debe ser roto contra la frente del mismo Koschéi), muere al fin.

## Apariciones y referencias

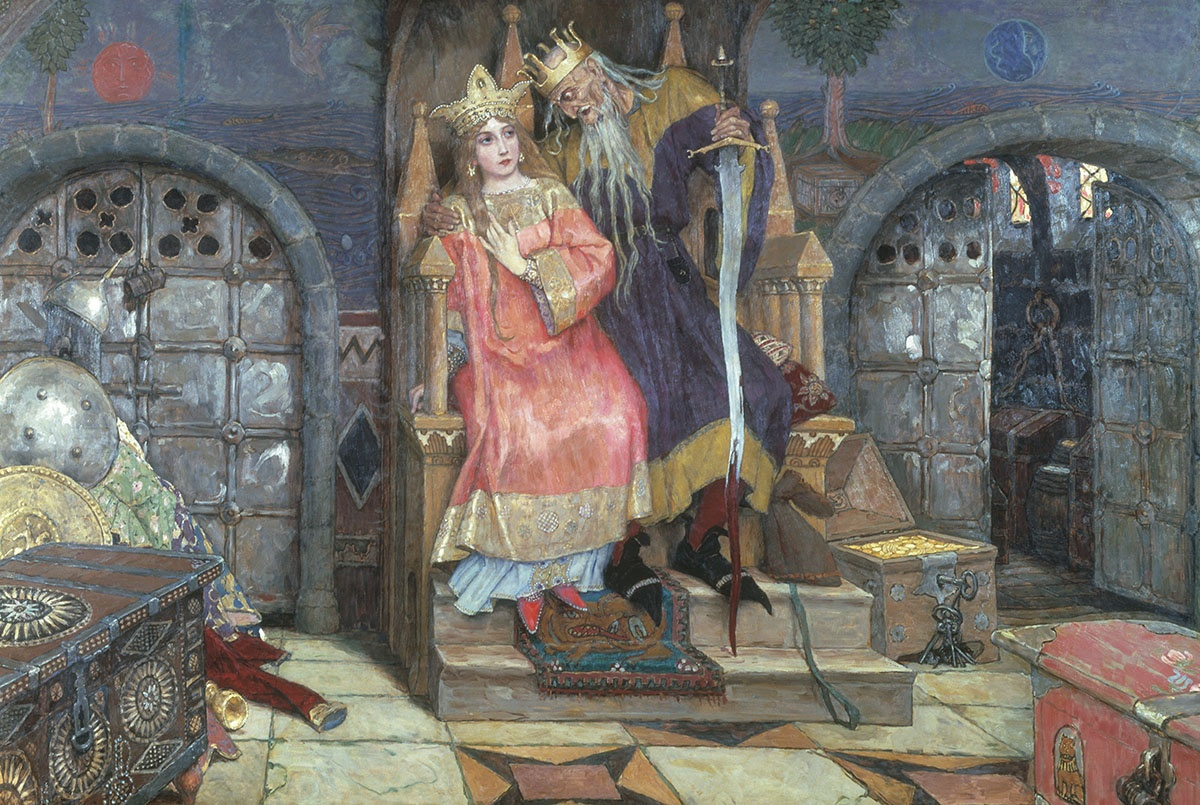
Koschéi el Inmortal y Marya Morevna de Víktor Vasnetsov, 1926.

- Vasilisa Prekrásnaya (Vasilisa la Bella) es una caricatura rusa basada en un cuento de hadas ("La rana y la princesa"). En este se que hace referencia al personaje.
- Aparece como un villano en el El pájaro de fuego de Ígor Stravinski.
- Aparece en la película soviética de animación Краса́ ненагля́дная (Krasá nenaglyádnaya, traducida al inglés como "Beloved Beauty") de 1958.
- Nikolái Rimski-Kórsakov escribió una ópera referente a Koschéi titulada Кащей бессмертный («Kaschéi el inmortal»).
- En la novela "The Firebird" de Mercedes Lackey, "Katschei" aparece como el villano principal. Así mismo, en la saga de los "500 reinos" ("500 Kingdoms" en inglés) de la misma autora, se hacen referencias a Katschei en las novelas "The Fairy Godmother" y "Fortune's Fool".
- Koschéi aparece como antagonista en el cómic del 2007 "Hellboy: Darkness Calls".
- En la historieta The Sandman, el corazón de Koschéi es entregado a Baba Yagá por un joven hombre lobo llamado Vassily, en el número The Hunt, que fuera recopilado en “Fábulas y Reflejos”.
- Aparece como personaje en la obra "Jurgen", de James Branch Cabell, donde es descrito como "El creador de todas las cosas como son".
- Aparece como wesen en el capítulo 3x09 de la serie Grimm.
- En Madoka Magica, el sistema de "Gemas del Alma" está basado en este personaje.[3]
- En la serie  Little Einsteins, es el villano del especial del Pájaro de Fuego que al final se redime con el poder de la musica.